# Weipa Town
Koordinaten: 12° 37′ S, 141° 52′ O

Weipa Town ist ein lokales Verwaltungsgebiet (LGA) im australischen Bundesstaat Queensland. Das Gebiet ist 10,8 km² groß und hat etwa 3900 Einwohner.

## Geografie
Weipa liegt an der Westseite der Kap-York-Halbinsel im Norden des Staats etwa 2000 km nordwestlich der Hauptstadt Brisbane und etwa 630 km nordwestlich von Cairns.
Der Verwaltungssitz der LGA befindet sich im Stadtteil Rocky Point, wo knapp 1960 Einwohner leben. Weitere Stadtteile umfassen Evans Landing, Nanum, Trunding und Weipa Airport.

## Geschichte
Die Mission Weipa wurde von den Presbytern 1898 32 km südwestlich der Mündung des Embley River am Spring Creek gegründet. 1932 zog sie an die Küste in die Albatrossbucht an den Jessica Point zwischen Embley und Mission River um. In der Mission lebten Aborigines aus dieser Kap-York-Region, die auch im Hinterland auf die Jagd gingen. Mitte der 50er Jahre wurde in den Ländereien der Ureinwohner große Bauxitvorkommen entdeckt, die ab 1962 von einem Konsortium von Consolidated Zinc und der englischen Rio Tinto Zinc erschlossen und ausgebeutet. Für die Gebiete nördlich des Mission River in Andoom und westlich der Mission entstand eine Siedlung der Minenarbeiter an der Nordseite der Landzunge zwischen den beiden Flüssen. Die Mission selbst zog an die Südseite um und wurde Weipa South genannt. Heute ist dort die Aborigines-Siedlung Mission River, die zum Napranum Shire gehört. Die Arbeitersiedlung mit den Aufbereitungsanlagen, Bahnhof, Werft und einem außerhalb gelegenen Flugplatz wurde zu einer eigenständigen Township, die von den Bewohnern bzw. der Minengesellschaft in lokaler Selbstverwaltung geführt wird. Die Minengebiete wurden dem Cook Shire zugeschlagen.

## Verwaltung
Die Weipa Town Authority wird von der Minengesellschaft Rio Tinto Alcan gestellt, die die nicht zum Town gehörenden umliegenden Bauxitminen bewirtschaftet. Weipa ist die einzige LGA in Queensland, die den Status eines Towns hat und die keine gewählte Verwaltung besitzt.